# Wilhelm Vischer-Bilfinger

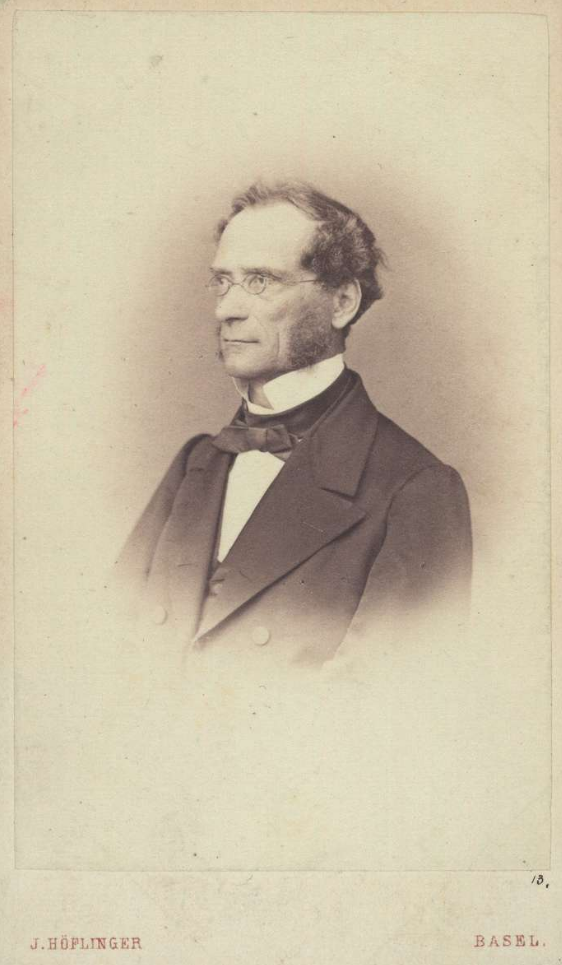
Wilhelm Vischer-Bilfinger

Wilhelm Vischer-Bilfinger, häufig auch nur Wilhelm Vischer, (* 30. Mai 1808 in Basel; † 5. Juli 1874 ebenda) war ein Schweizer Klassischer Philologe und Ratsherr.

## Leben
Vischers Vater war Benedikt Vischer (1779–1856), Oberst im eidgenössischen Artilleriestab. Nach der Schulbildung in Hofwyl kehrte Vischer 1825 nach Basel zurück und studierte dort Geschichte und Klassische Philologie. Später wechselte er für ein Semester nach Genf und von 1825 bis 1828 nach Bonn und Jena, wo er Barthold Georg Niebuhr, Friedrich Gottlieb Welcker und Karl Wilhelm Göttling hörte. Nach der Promotion in Jena ging Vischer als Gaststudent an die Berliner Universität zu August Boeckh, der ihn neben Welcker am meisten beeinflusste.

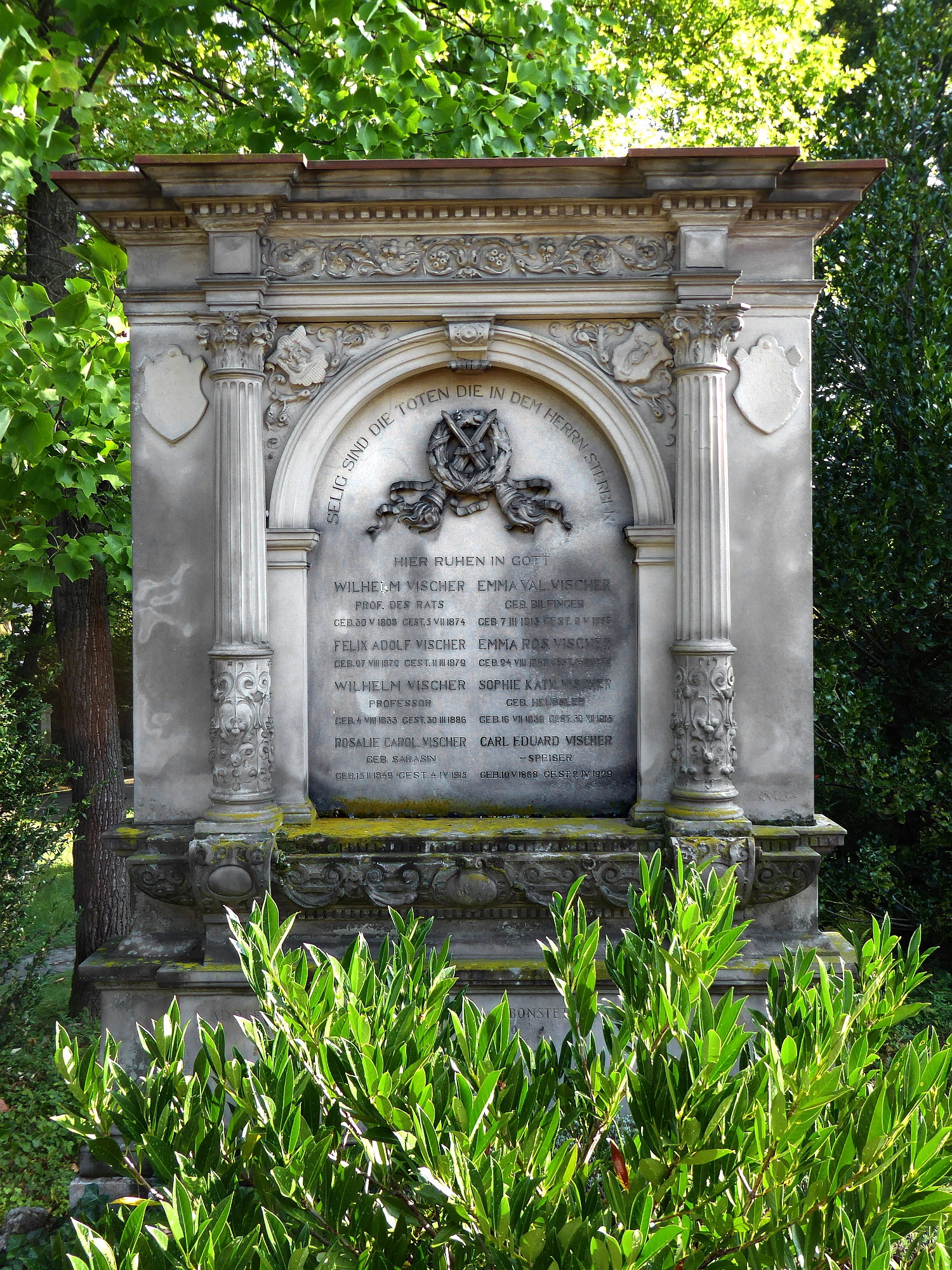
Familiengrab, Wolfgottesacker, Basel

Nach seiner Rückkehr nach Basel habilitierte sich Vischer dort im Sommer 1832 und wurde 1835 zum ausserordentlichen, 1836 zum ordentlichen Professor der griechischen Sprache und Literatur ernannt. Bis an sein Lebensende lehrte und forschte er in dieser Stellung und behandelte neben verschiedenen Schriftstellern und der griechischen Literaturgeschichte auch Epigraphik und Archäologie. In den Jahren 1845, 1846 und 1857 war Vischer Rektor der Universität, um deren Ansehen und finanzielle Stärkung er sich sehr bemühte. Daneben unterrichtete er Griechisch am Basler Pädagogium (von 1833 bis 1861), wobei ihm allerdings seine Schwerhörigkeit zu schaffen machte. Nachdem seine Verpflichtungen so zunahmen, gab Vischer 1861 einen Teil davon ab und gründete mit seinem neuen Kollegen Otto Ribbeck das Philologische Seminar. Auf seinen zahlreichen Ausgrabungen in der Schweiz und seinen zwei Griechenlandreisen (1853/1854 und 1862) sammelte Vischer Material für einige numismatische und archäologische Publikationen. Viele Arbeiten wurden erst nach seinem Tode herausgegeben. Im Februar 1874 wurde Vischer zum korrespondierenden Mitglied der Preussischen Akademie der Wissenschaften ernannt.
Vischers politische Tätigkeit beschränkte sich nicht auf hochschulinterne Angelegenheiten. Er war seit 1834 Mitglied des Grossen Rats und leitete im Kleinen Rat, in den er 1867 gewählt wurde, das Ressort Erziehung und Bildung. Er begrüsste die Bundesverfassung von 1848 und auch ihre gescheiterte Revision von 1872. Für seine politische Tätigkeit liess Vischer sich schliesslich von der akademischen Lehrtätigkeit entbinden. Er bemühte sich während seiner Zeit als Professor um die Berufung fähiger Kollegen, wobei ihm Friedrich Ritschl zahlreiche Vorschläge unterbreitete. Seine Grabstätte befindet sich auf dem Wolfgottesacker.
1876 wurde bei Ferdinand Schlöth für die Aula des Museums an der Augustinergasse eine Denkmalbüste von Vischer in Auftrag gegeben.
Vischer heiratete 1832 Emma Valerie, geborene Bilfinger (1813–1893). Zusammen hatten sie vier Kinder, davon der spätere Historiker Wilhelm Vischer und der spätere Architekt Eduard Vischer. Die Familie lebte im Haus «zum obern Aarau» Leuenberg (heute Heuberg) Nr. 12. 1859 zog die Familie in das von Vischers Vater erbaute und hinterlassene Haus an der Rittergasse 31.
Seine letzte Ruhestätte fand Wilhelm Vischer im Familiengrab auf dem Wolfgottesacker in Basel.

## Werke
- Erinnerungen und Eindrücke aus Griechenland. Basel, Schweighauser, 1857. (Digitalisat)